# بنجامين س. بيرس
بنجامين س. بيرس (بالإنجليزية: Benjamin C. Pierce)‏ هو عالم حاسوب ومهندس أمريكي، ولد في 1963.